# Fairwater (stacja kolejowa)
Fairwater (ang. Fairwater railway station, wal: Y Tyllgoed) – stacja kolejowa w Cardiff, w Walii. Obsługuje obszar Fairwater. 
Usługi pasażerskie prowadzone są przez Arriva Trains Wales.

## Połączenia
Pociągi kursują co pół godziny w każdym kierunku od poniedziałku do soboty (podczas dnia), w kierunku wschodnim do Coryton poprzez Cardiff Central oraz w kierunku zachodnim do Radyr (gdzie dostępne są połączenia do stacji położonych dalej na północ). Wieczorami połączenia oferowane są raz na godzinę. W niedzielę pociągi nie kursują.

## Linie kolejowe
- Cardiff City Line